# Зельона-Ґура (Лодзинське воєводство)
Зельона-Гура (пол. Zielona Góra) — село в Польщі, у гміні Колюшки Лодзький-Східного повіту Лодзинського воєводства.
Населення — 209 осіб (2011).
У 1975-1998 роках село належало до Пйотрковського воєводства.

## Демографія
Демографічна структура станом на 31 березня 2011 року:
|          | Загалом | Допрацездатний вік | Працездатний вік | Постпрацездатний вік |
| -------- | ------- | ------------------ | ---------------- | -------------------- |
| Чоловіки | 110     | 15                 | 80               | 15                   |
| Жінки    | 99      | 17                 | 57               | 25                   |
| Разом    | 209     | 32                 | 137              | 40                   |